# 2011 en Nouvelle-Calédonie
- 1960
- 1970
- années 1980
  - 1980
  - 1981
  - 1982
  - 1983
  - 1984
  - 1985
  - 1986
  - 1987
  - 1988
  - 1989
- 1990
- 2000
- 2010
- 2020

Cet article présente les faits marquants de l'année 2011 en Nouvelle-Calédonie.

## Évènements
- Jeudi 13 janvier 2011 : un séisme de magnitude 7,3 s'est produit au large des îles Loyauté à 125 km au nord-est de Tadine et à une profondeur de 7,2 km.
- Dimanche 30 janvier 2011 : quatre détenus, âgés d'une vingtaine d'années, ont réussi à s'échapper de la prison de Nouméa, une prison vétuste et surpeuplée. Ils auraient bénéficié d'au moins une complicité extérieure. Ils ont été condamnés à maintes reprises pour des cambriolages et des violences contre des personnes[1].
- Jeudi 17 février 2011 : démission collective des 3 membres FLNKS-UC du gouvernement local et de l'ensemble de leurs suivants de listes, entraînant la chute de l'exécutif. La principale raison invoquée pour expliquer ce choix par le parti indépendantiste est alors le refus de quatre communes (Bourail, Maré, Moindou et La Foa)sur les 33 de l'archipel de lever les deux drapeaux, français et celui dit de « Kanaky » (ou « drapeau kanak », « indépendantiste » ou « du FLNKS »), côte à côte sur leurs frontons, selon eux « à la demande du président du gouvernement », Philippe Gomès (le parti de celui-ci, Calédonie ensemble, contrôlant 2 de ces communes, Moindou et La Foa, et fait partie de la majorité dans une troisième, à Bourail)[2]. Ceci marque le début d'une instabilité politique qui dure plus d'un mois, Calédonie ensemble indiquant qu'il ferait chuter de la même manière (en faisant démissionner en bloc ses membres) à chaque élection d'un nouveau gouvernement, ceci dans le but de bloquer les institutions et de tenter d'obtenir de l'État une dissolution du Congrès et des Assemblées provinciales pour organiser de nouvelles élections provinciales).
- Jeudi 3 mars 2011 : le nouveau gouvernement d'Harold Martin élu, chute le jour même selon la volonté de l'ancien président Philippe Gomes qui veut obtenir de Paris une dissolution des assemblées et un retour aux urnes. Les membres de sa formation Calédonie ensemble (droite modérée) ont démissionné de l'exécutif, rendant impossible son fonctionnement.
- Vendredi 1er avril 2011 : élection du quatrième gouvernement à se succéder en un mois, qui, comme les deux précédents, est présidé par Harold Martin (Avenir ensemble) mais chute le jour même par démission collective de tous les membres sauf deux de la liste Calédonie ensemble, le condamnant à gérer les affaires courantes jusqu'à l'élection de son successeur. Mais cette fois, une majorité des membres du Congrès, en l'absence des élus de Calédonie ensemble, du LKS et du Palika, vote un vœu appelant à ce que la loi organique soit modifiée pour interdire à l'avenir ces démissions à répétitions et à retarder la nouvelle élection de l'exécutif en attendant qu'une telle révision soit opérée. Le même jour, Rock Wamytan, jusqu'ici président du groupe FLNKS et membre de l'UC, est élu président du Congrès avec les voix de sa formation politique ainsi que du Parti travailliste mais surtout grâce à celles des anti-indépendantistes du Rassemblement-UMP et de l'Avenir ensemble. Son élection est contestée par Calédonie ensemble, le Palika et le LKS.
- Samedi 2 avril 2011 : une marche qui devait se tenir à la demande du « Collectif pour un drapeau commun » est interdite, comme toute autre manifestation ce jour, par le Haut-commissaire de la République Albert Dupuy. Celui-ci justifie sa décision, prise la veille, par une crainte de « troubles à l'ordre public », du fait des tensions politiques vives et de l'appel à une contre-manifestation « de défense du drapeau Kanaky » le même jour de la part du Parti travailliste, de l'USTKE et de l'UC.
- Vendredi 8 avril 2011 : le Conseil d'État rejette la requête déposée par Calédonie ensemble pour faire annuler la première élection, le 3 mars précédent, de Harold Martin à la présidence du gouvernement alors que la démission collective de la liste présentée par ce parti avait déjà été déposée. La plus haute juridiction administrative française estime alors que les démissions de Calédonie ensemble « n’ont été organisées que dans le seul but de paralyser la constitution complète du gouvernement et d’empêcher le fonctionnement normal des institutions, visaient à vicier la régularité de l’élection du président et du vice-président » et revêtaient « le caractère d'une manœuvre électorale »[3]. Ceci est interprété comme une légitimation des trois gouvernements successifs de Harold Martin et comme un outil de jurisprudence pouvant être utilisé à l'avenir pour refuser une liste dont la candidature serait jugée « insincère ».
- Samedi 9 avril 2011 : la manifestation du Collectif pour un drapeau commun, à laquelle participe Calédonie ensemble mais aussi le RPC, le sénateur LMD Simon Loueckhote ou le FN, réunit entre 2 800 (selon la police) et 5 000 ou 6 000 personnes (selon les organisateurs) à Nouméa[4].
- Dimanche 1er mai 2011 : la contre-manifestation du Collectif pour le drapeau du pays Kanaky, organisée en même temps que la traditionnelle marche syndicale de la Fête du Travail en réponse à celle pour un drapeau commun du 9 avril précédent, réunit entre 1 500 (selon la police) et 5 000 ou 7 000 personnes (selon les organisateurs) à Nouméa[5].
- Mardi 17 mai 2011 : une marche contre la vie chère, organisée à Nouméa par une intersyndicale menée par l'USOENC, réunit entre 9 000, selon la police, et 15 000 personnes, pour les organisateurs[6].
- Mercredi 18 mai 2011 : seconde marche contre la vie chère, cette fois-ci à Koné en Province Nord, réunissant entre 1 500 et 7 000 manifestants à Koné le lendemain[7].
- Vendredi 10 juin 2011 : élection du 12e gouvernement issu de l'accord de Nouméa, le cinquième pour 2011. Celui-ci ne chute pas à peine constitué, Calédonie ensemble abandonnant sa stratégie de démission à répétition pour entrer dans une opposition à l'alliance Rassemblement-UMP-Avenir ensemble-FLNKS-Parti travailliste qui s'est dégagée depuis mars au Congrès. Harold Martin (Avenir ensemble) et Gilbert Tyuienon (FLNKS-UC) restent respectivement président et vice-président de cet exécutif.
- Vendredi 8 juillet 2011 : le IXe Comité des signataires de l'accord de Nouméa se tient à Paris. Pour la première fois, en plus des signataires historiques de l'accord de Nouméa et des dirigeants institutionnels, sont désormais également directement conviés par le Premier ministre les chefs de file de toutes les formations représentées au Congrès (concession faite à Calédonie ensemble par François Fillon lors de ses entretiens pour mettre fin à la crise institutionnelle en mai 2011). Il en résulte une inflation conséquente du nombre de participants au Comité. Cette réunion est surtout l'occasion de relancer les travaux des comités de pilotage sur l'avenir de la Nouvelle-Calédonie mis en place en octobre 2010 (sur le schéma industriel minier, le bilan de l'accord de Nouméa et sur l'évolution institutionnelle après 2010). Les deux premiers d'entre eux (celui sur l'avenir institutionnel étant toujours repoussé à une date ultérieure) ne se réunissent pour la première fois, sous la présidence du Haut-commissaire Albert Dupuy, que quelques jours avant ce IXe Comité des signataires, le 1er juillet 2011 à la Maison de la Nouvelle-Calédonie à Paris[8].
- Lundi 18 juillet 2011 : le Conseil d'État annule l'élection de Rock Wamytan au poste de président du Congrès et des autres membres du bureau de cette institution opérée le 1er avril. Cette décision est notifiée, et prend donc effet, le lundi 1er août.
- Samedi 6 août 2011 : violents affrontements à Maré entre deux collectifs rivaux : l'un d'usagers mécontents des hausses de tarifs imposées par la compagnie aérienne domestique Air Calédonie (Aircal) qui bloquent depuis le 22 juillet 2011 l'aéroport de La Roche, et un autre représentant des employés de la société et des habitants du district de Guahma dont le grand-chef, Nidoïsh Naisseline, est également président du conseil d'administration d'Aircal. Les médias et analystes locaux ou nationaux font état également de rivalités coutumières (liées à un conflit foncier ancien) et politiques. Selon un bilan provisoire, quatre individus ont été tués par balle et 23 ont été grièvement blessés lors d'un violent affrontement suivi d'une fusillade[9]. L'un des quatre jeunes a été inhumé le vendredi 11 août 2011 à Nouméa et les trois autres ont été inhumés sur leur île natale au lendemain[10]. Il est également reporté que l'une des maisons d'un des usagers du collectif a été incendiée et plusieurs commerces ont été vandalisés[11].
- Vendredi 19 août 2011 : élection du président et du bureau du Congrès, cette fois sans contestation. Rock Wamytan est réélu avec 32 voix sur 53 votants (faisant le plein des voix de son groupe FLNKS et des quatre élus travaillistes mais aussi du Rassemblement-UMP et de l'Avenir ensemble) contre 15 à Léonard Sam (de Calédonie ensemble, soutenu par les deux conseillères de l'UDC, les deux élus du LMD et le seul représentant du RPC) et 6 votes blancs (de l'UNI-Palika). Au bureau, le Rassemblement-UMP obtient deux des huit vice-présidences (dont la 1re pour Pierre Bretegnier) et un des deux postes de questeur (Georges Naturel), le groupe FLNKS deux vice-présidences également (dont la 2e pour la présidente du groupe Caroline Machoro), et une chacune pour Calédonie ensemble (la 3e pour Léonard Sam), l'Avenir ensemble (la 4e pour Isabelle Ohlen), l'UDC (la 6e pour la présidente de ce petit parti anti-indépendantiste associé à Calédonie ensemble dans un groupe commun, Nathalie Brizard) et le Parti travailliste (le dirigeant du parti, Louis Kotra Uregei, obtient la 8e). Calédonie ensemble obtient de plus l'autre questure (Gérard Poadja), tandis que les deux fonctions de secrétaire sont données au RPC Jean-Luc Régent et à l'UNI-Palika Nadia Heo. Didier Leroux (apparenté Avenir ensemble) devient président de la Commission permanente.
- Samedi 27 août 2011 : ouverture des XIVe Jeux du Pacifique au stade Numa-Daly à Nouméa par le président de la République Nicolas Sarkozy. La délégation néo-calédonienne défile sous les deux drapeaux (français et « Kanaky »), portés conjointement par le tennisman d'origine kanak Nicolas N'Godrella et la nageuse d'origine européenne Lara Grangeon.
- Samedi 10 septembre 2011 : clôture des XIVe Jeux du Pacifique à l'hippodrome Henri Milliard à Nouméa. La Nouvelle-Calédonie a largement dominé ces Jeux, remportant 288 des 908 médailles dont 120 d'or, 107 d'argent et 61 de bronze. La Polynésie française, arrivée deuxième, vient loin derrière avec 143 titres (59 or, 42 argent et 42 bronze).
- Dimanche 25 septembre 2011 : élections sénatoriales pour pourvoir pour la première fois deux sièges représentant la Nouvelle-Calédonie au sein de la chambre haute du Parlement français (il n'y en avait auparavant qu'un, détenu à partir de 1992 par Simon Loueckhote, membre du groupe UMP et président du LMD, qui ne se représentait pas). Les deux candidats du Rassemblement-UMP, également investis par le parti présidentiel national, Pierre Frogier (qui abandonne alors son mandat de député) et Hilarion Vendégou sont élus au second tour, avec respectivement 47,9 % et 47,5 % des suffrages exprimés de grands électeurs.
- Mardi 27 septembre 2011 : arrêt de diffusion des chaînes de télévision en analogique et basculement total à la TNT en Nouvelle-Calédonie.
- Vendredi 21 octobre 2011 : les cinémas Hickson, unique diffuseur de l'archipel, annonce qu'il ne diffusera pas dans ses salles le film L'Ordre et la Morale de Mathieu Kassovitz (dont la sortie nationale est prévue le 16 novembre), retraçant l'issue de la prise d'otages d'Ouvéa de 1988 sur la base du livre La Morale et l'action (1990) de Philippe Legorjus, capitaine du GIGN au moment des faits. Douglas Hickson, dirigeant de la société, estime que : « Le film est trop polémique pour être diffusé dans une salle commerciale. Il peut sortir dans d’autres lieux mais nous ne sommes pas le lieu adapté », reprochant au film d'être « caricatural », « jugeant qu’il rouvrait des plaies déjà cicatrisées. Je pense qu’il est toujours difficile de sortir un film qui touche des individus encore présents. Vingt ans, cela peut paraître beaucoup, mais dans la mémoire calédonienne, c’est encore très proche ». À la suite de cela, la production décide d'annuler les projections en avant-première qui étaient prévues le 29 octobre à Gossanah sur l'île d'Ouvéa et le 30 octobre au Centre culturel Tjibaou[12]. Cette décision provoque une vive polémique en Nouvelle-Calédonie, sur les réseaux sociaux et au sein de la classe politique : si le choix des cinémas Hickson trouve le soutien du Rassemblement-UMP ou du groupe FLNKS du Congrès (dont le président Rock Wamytan parle de « décision sage »), il est criqué par l'UNI (Paul Néaoutyine juge la décision « incompréhensible voire scandaleuse »)[13] ou encore Calédonie ensemble (qui considère que : « Si nous voulons bâtir le destin commun auquel l'Accord de Nouméa nous appelle, il nous faut regarder en face notre histoire, accepter d'en débattre, de la partager, de la porter ensemble avec ses ombres et ses lumières », tandis que deux maires membres ou proches du parti, celle de La Foa Corine Voisin et celui de Bourail Jean-Pierre Aïfa, se proposent pour diffuser le film dans leurs salles communales)[14],[15].